# Янаульский район
Янау́льский райо́н (баш. Яңауыл районы) — административно-территориальная единица (район) и муниципальное образование (муниципальный район) в её границах под наименованием муниципальный район Янаульский район (баш. Яңауыл районы муниципаль районы) в составе Республики Башкортостан Российской Федерации.
Административный центр — город Янаул.

## История
В прошлом территория современного Янаульского района входила в состав земель башкир родов уран и урман-гирей.
Янаульский район образован 20 августа 1930 года из волостей Бирского кантона Башкирской АССР. 31 января 1935 года часть территории Янаульского района была передана Татышлинскому району. В 1963—1965 годах в составе Янаульского района находились Калтасинский и Краснокамский районы Башкирской АССР.

## География
Район расположен на северо-западе Башкортостана, граничит на западе с Удмуртией и Пермским краем на севере. Район находится на Прибельской увалисто-волнистой равнине. Климат умеренно континентальный тёплый, незначительно засушливый. По территории района протекает река Буй, на которой находится Кармановская ГРЭС. Преобладают серые лесные и подзолистые почвы. Леса из темнохвойных, светлохвойных и широколиственных пород занимают 23,3 % территории района. Полезные ископаемые представлены месторождениями нефти (Игровское, Воядинское, Четырмановское, Байсаровское, Львовское), кирпичного сырья (Буйское, Янаульское), песчано-гравийной смеси (Атлегачское).

## Население
| 1939    | 1959    | 1970    | 1979    | 1989    | 2002    | 2008    | 2009    | 2010    |
| ------- | ------- | ------- | ------- | ------- | ------- | ------- | ------- | ------- |
| 66 200  | ↘64 399 | ↘63 551 | ↘53 722 | ↘48 572 | ↘22 861 | ↗27 457 | ↗49 145 | ↘48 134 |
| 2012    | 2013    | 2014    | 2015    | 2016    | 2017    | 2018    | 2019    | 2021    |
| ↘47 343 | ↘46 909 | ↘46 318 | ↘45 856 | ↘45 354 | ↘44 911 | ↘44 360 | ↘43 870 | ↘43 593 |

Согласно прогнозу Минэкономразвития России, численность населения будет составлять:
- 2024 — 43,55 тыс. чел.
- 2035 — 40,02 тыс. чел.

### Урбанизация
В городских условиях (город Янаул) проживают 59,43 % населения района.

### Национальный состав
Согласно Всероссийской переписи населения 2010 года: башкиры — 43,3 %, татары — 22,8 %, удмурты — 14,1 %, русские — 11,7 %, марийцы — 6,9 %, лица других национальностей — 1,2 %.
По итогам переписи населения 2020 года проживали следующие национальности (национальности менее 0,1 % и другое см. в сноске к строке «Другие»):
| Национальность | Численность, чел. | Доля     |
| -------------- | ----------------- | -------- |
| Башкиры        | 19 261            | 44,18 %  |
| Татары         | 10 595            | 24,30 %  |
| Удмурты        | 5627              | 12,91 %  |
| Русские        | 5011              | 11,49 %  |
| Марийцы        | 2473              | 5,67 %   |
| Узбеки         | 59                | 0,14 %   |
| Азербайджанцы  | 49                | 0,11 %   |
| Таджики        | 44                | 0,10 %   |
| Другие         | 474               | 1,10 %   |
| Итого          | 43 593            | 100,00 % |

### Языковой состав
Согласно Всероссийской переписи населения 2010 года родными языками населения являлись:
татарский — 41,4 %, башкирский — 22,7 %, русский — 15 %, удмуртский — 13,4 %, марийский — 6,5 %.
Согласно Всероссийской переписи населения 2020 года родными языками населения являлись: татарский — 42,8 %, башкирский — 23,2 %, русский — 14,6 %, удмуртский — 12,7 %, марийский — 5,6 %.

## Административное деление
В Янаульский район как административно-территориальную единицу республики входит 1 город районного значения и 18 сельсоветов.
В одноимённый муниципальный район в рамках местного самоуправления входит 19 муниципальных образований, в том числе 1 городское поселение и 18 сельских поселений.
| №        | Муниципальное образование  | Административный центр | Количество населённых пунктов | Население | Площадь, км² |
| -------- | -------------------------- | ---------------------- | ----------------------------- | --------- | ------------ |
| 1e-06    | Городское поселение        |                        |                               |           |              |
| 1        | город Янаул                | город Янаул            | 1                             | ↘25 511   |              |
| 1.000002 | Сельские поселения         |                        |                               |           |              |
| 2        | Асавдыбашский сельсовет    | село Асавдыбаш         | 4                             | ↘510      |              |
| 3        | Байгузинский сельсовет     | село Байгузино         | 9                             | ↘1647     |              |
| 4        | Воядинский сельсовет       | село Вояды             | 7                             | ↘561      |              |
| 5        | Ижболдинский сельсовет     | село Ижболдино         | 4                             | ↘852      |              |
| 6        | Истякский сельсовет        | село Истяк             | 8                             | ↘1145     |              |
| 7        | Иткинеевский сельсовет     | село Иткинеево         | 5                             | ↘1232     |              |
| 8        | Кармановский сельсовет     | село Карманово         | 3                             | ↘1722     |              |
| 9        | Кисак-Каинский сельсовет   | село Кисак-Каин        | 5                             | ↘1329     |              |
| 10       | Максимовский сельсовет     | село Максимово         | 3                             | ↘686      |              |
| 11       | Месягутовский сельсовет    | село Месягутово        | 7                             | ↘800      |              |
| 12       | Новоартаульский сельсовет  | село Новый Артаул      | 10                            | ↘1646     |              |
| 13       | Орловский сельсовет        | село Орловка           | 5                             | ↘711      |              |
| 14       | Первомайский сельсовет     | село Сусады-Эбалак     | 9                             | ↘1256     |              |
| 15       | Сандугачевский сельсовет   | село Сандугач          | 6                             | ↘1197     |              |
| 16       | Староваряшский сельсовет   | село Старый Варяш      | 4                             | ↘629      |              |
| 17       | Старокудашевский сельсовет | село Старокудашево     | 5                             | ↘617      |              |
| 18       | Шудекский сельсовет        | село Шудек             | 3                             | ↗776      |              |
| 19       | Ямадинский сельсовет       | село Ямады             | 6                             | ↘1533     |              |

### Населённые пункты
| №   | Населённый пункт    | Тип              | Население | Муниципальное образование  |
| --- | ------------------- | ---------------- | --------- | -------------------------- |
| 1   | Айбуляк             | село             | ↗285      | Байгузинский сельсовет     |
| 2   | Акылбай             | деревня          | ↘78       | Воядинский сельсовет       |
| 3   | Андреевка           | деревня          | ↘25       | Первомайский сельсовет     |
| 4   | Андреевка           | село             | ↘357      | Ямадинский сельсовет       |
| 5   | Арлян               | деревня          | ↘93       | Сандугачевский сельсовет   |
| 6   | Асавдыбаш           | село             | ↘193      | Асавдыбашский сельсовет    |
| 7   | Атлегач             | село             | ↘398      | Ижболдинский сельсовет     |
| 8   | Ахтиял              | деревня          | ↘353      | Истякский сельсовет        |
| 9   | Бадряш              | деревня разъезда | ↘50       | Кисак-Каинский сельсовет   |
| 10  | Бадряш-Актау        | деревня          | →24       | Воядинский сельсовет       |
| 11  | Байгузино           | село             | ↗487      | Байгузинский сельсовет     |
| 12  | Байсарово           | деревня          | ↘5        | Воядинский сельсовет       |
| 13  | Банибаш             | деревня          | ↘150      | Истякский сельсовет        |
| 14  | Барабановка         | село             | ↘373      | Сандугачевский сельсовет   |
| 15  | Будья Варяш         | деревня          | ↘166      | Староваряшский сельсовет   |
| 16  | Булат-Елга          | деревня          | ↘74       | Новоартаульский сельсовет  |
| 17  | Варяш               | деревня          | ↘170      | Новоартаульский сельсовет  |
| 18  | Варяшбаш            | деревня          | ↘68       | Новоартаульский сельсовет  |
| 19  | Верхний Чат         | село             | ↘127      | Месягутовский сельсовет    |
| 20  | Верхняя Барабановка | деревня          | ↘196      | Максимовский сельсовет     |
| 21  | Вотская Ошья        | село             | ↘135      | Новоартаульский сельсовет  |
| 22  | Вотская Урада       | село             | ↘155      | Новоартаульский сельсовет  |
| 23  | Вояды               | село             | ↘395      | Воядинский сельсовет       |
| 24  | Гудбурово           | деревня          | ↘247      | Байгузинский сельсовет     |
| 25  | Зайцево             | село             | ↘315      | Первомайский сельсовет     |
| 26  | Зирка               | деревня          | ↘18       | Максимовский сельсовет     |
| 27  | Игровка             | деревня          | ↘80       | Орловский сельсовет        |
| 28  | Ижболдино           | село             | ↗348      | Ижболдинский сельсовет     |
| 29  | Ирдуган             | деревня          | ↗221      | Первомайский сельсовет     |
| 30  | Исанбаево           | село             | ↗172      | Ижболдинский сельсовет     |
| 31  | Истяк               | село             | ↘425      | Истякский сельсовет        |
| 32  | Исхак               | деревня          | ↘12       | Новоартаульский сельсовет  |
| 33  | Иткинеево           | село             | ↘675      | Иткинеевский сельсовет     |
| 34  | Каймаша             | деревня          | ↘224      | Иткинеевский сельсовет     |
| 35  | Каймашабаш          | село             | ↘323      | Иткинеевский сельсовет     |
| 36  | Карман-Актау        | село             | ↘65       | Воядинский сельсовет       |
| 37  | Карманово           | деревня станции  | ↘207      | Кармановский сельсовет     |
| 38  | Карманово           | село             | ↘1251     | Кармановский сельсовет     |
| 39  | Кисак-Каин          | село             | ↘519      | Кисак-Каинский сельсовет   |
| 40  | Кичикир             | деревня          | ↘96       | Старокудашевский сельсовет |
| 41  | Конигово            | деревня          | ↘142      | Шудекский сельсовет        |
| 42  | Костино             | деревня          | ↘158      | Первомайский сельсовет     |
| 43  | Кумалак             | деревня          | ↘141      | Старокудашевский сельсовет |
| 44  | Кумово              | село             | ↘268      | Кармановский сельсовет     |
| 45  | Куш-Имян            | деревня          | ↘3        | Месягутовский сельсовет    |
| 46  | Кызыл-Яр            | деревня          | ↘121      | Месягутовский сельсовет    |
| 47  | Максимово           | село             | ↘590      | Максимовский сельсовет     |
| 48  | Месягутово          | село             | ↘177      | Месягутовский сельсовет    |
| 49  | Можга               | деревня          | ↗154      | Шудекский сельсовет        |
| 50  | Наняды              | деревня          | ↘171      | Староваряшский сельсовет   |
| 51  | Нижний Чат          | деревня          | ↘219      | Месягутовский сельсовет    |
| 52  | Никольск            | деревня          | ↘126      | Орловский сельсовет        |
| 53  | Новая Кирга         | деревня          | ↘51       | Сандугачевский сельсовет   |
| 54  | Новая Орья          | деревня          | ↘149      | Байгузинский сельсовет     |
| 55  | Новокудашево        | деревня          | ↗4        | Старокудашевский сельсовет |
| 56  | Новотроицк          | деревня          | ↘115      | Ижболдинский сельсовет     |
| 57  | Новый Алдар         | деревня          | ↘100      | Асавдыбашский сельсовет    |
| 58  | Новый Артаул        | село             | ↘881      | Новоартаульский сельсовет  |
| 59  | Новый Варяш         | деревня          | ↘96       | Староваряшский сельсовет   |
| 60  | Новый Куюк          | деревня          | ↘2        | Истякский сельсовет        |
| 61  | Новый Сусадыбаш     | деревня          | ↘87       | Первомайский сельсовет     |
| 62  | Нократ              | деревня          | ↘74       | Байгузинский сельсовет     |
| 63  | Норканово           | деревня          | ↘132      | Сандугачевский сельсовет   |
| 64  | Орловка             | село             | ↗374      | Орловский сельсовет        |
| 65  | Ошья-Тау            | деревня          | ↗19       | Новоартаульский сельсовет  |
| 66  | Петровка            | деревня          | ↗171      | Орловский сельсовет        |
| 67  | Прогресс            | село             | ↘596      | Кисак-Каинский сельсовет   |
| 68  | Рабак               | село             | ↘366      | Сандугачевский сельсовет   |
| 69  | Сабанчи             | деревня          | ↘7        | Истякский сельсовет        |
| 70  | Салихово            | село             | ↘345      | Ямадинский сельсовет       |
| 71  | Сандугач            | село             | ↘431      | Сандугачевский сельсовет   |
| 72  | Сибады              | село             | ↘146      | Асавдыбашский сельсовет    |
| 73  | Старая Орья         | деревня          | ↘89       | Байгузинский сельсовет     |
| 74  | Старокудашево       | село             | ↗395      | Старокудашевский сельсовет |
| 75  | Старый Алдар        | деревня          | ↘82       | Месягутовский сельсовет    |
| 76  | Старый Артаул       | село             | ↗209      | Байгузинский сельсовет     |
| 77  | Старый Варяш        | село             | #Н/Д      | Староваряшский сельсовет   |
| 78  | Старый Куюк         | село             | ↘246      | Истякский сельсовет        |
| 79  | Старый Сусадыбаш    | деревня          | ↘172      | Первомайский сельсовет     |
| 80  | Султыево            | деревня          | ↘68       | Старокудашевский сельсовет |
| 81  | Сусады-Эбалак       | село             | ↗402      | Первомайский сельсовет     |
| 82  | Тартар              | деревня          | ↘117      | Кисак-Каинский сельсовет   |
| 83  | Татаркино           | деревня          | ↘0        | Первомайский сельсовет     |
| 84  | Татарская Урада     | деревня          | ↘269      | Новоартаульский сельсовет  |
| 85  | Тау                 | деревня          | ↘194      | Месягутовский сельсовет    |
| 86  | Таш-Елга            | деревня          | ↗79       | Новоартаульский сельсовет  |
| 87  | Туртык              | село             | ↘84       | Воядинский сельсовет       |
| 88  | Уракаево            | деревня          | ↘173      | Байгузинский сельсовет     |
| 89  | Урал                | деревня          | ↘73       | Ямадинский сельсовет       |
| 90  | Чангакуль           | деревня          | ↘52       | Воядинский сельсовет       |
| 91  | Чераул              | село             | ↘121      | Первомайский сельсовет     |
| 92  | Четырман            | село             | ↘188      | Ямадинский сельсовет       |
| 93  | Чулпан              | деревня          | ↘56       | Истякский сельсовет        |
| 94  | Шмельковка          | деревня          | ↗11       | Истякский сельсовет        |
| 95  | Шудек               | село             | ↘525      | Шудекский сельсовет        |
| 96  | Шудимари            | деревня          | ↘49       | Иткинеевский сельсовет     |
| 97  | Югамаш              | село             | ↘273      | Ямадинский сельсовет       |
| 98  | Юссуково            | село             | ↘183      | Асавдыбашский сельсовет    |
| 99  | Ямады               | село             | ↘482      | Ямадинский сельсовет       |
| 100 | Ямбаево             | село             | ↘124      | Байгузинский сельсовет     |
| 101 | Ямьяды              | деревня          | ↘43       | Орловский сельсовет        |
| 102 | Янаул               | город            | ↗25 908   | город Янаул                |
| 103 | Янбарис             | деревня          | ↘101      | Кисак-Каинский сельсовет   |
| 104 | Янгуз-Нарат         | деревня          | ↘94       | Иткинеевский сельсовет     |

## Экономика
Район промышленно-сельскохозяйственный. Нефтяные месторождения разрабатываются НГДУ «Краснохолмскнефть». Предприятия по выпуску строительных материалов и переработке сельскохозяйственного сырья сосредоточены в Янауле. В районе 21 колхоз, 3 совхоза. Основные отрасли сельского хозяйства: зернововодство, картофелеводство, овощеводство, молочно-мясное скотоводство, свиноводство. Развито пчеловодство. Территорию района пересекают железная дорога Москва — Екатеринбург и региональная автомобильная дорога Уфа — Янаул.

## Образование и культура
Образование Янаульского района представлена 21 общеобразовательной организацией, 2 учреждениями дополнительного образования, 14 дошкольными образовательными учреждениями. Есть профессиональный лицей в селе Прогресс.
Культура.
В районе имеется 29 массовых библиотек, 52 клубных учреждения, в том числе МКДЦ, 18 СДК и 33 сельских клуба.
Имеется детская школа искусств, историко-краеведческий музей в городе Янауле с двумя филиалами: Дом-музей В.Васильева в с. Сусады-Эбалак, музей народного поэта Ильдара Юзеева в с. Ямады.
Медицинскую  помощь населению района оказывают Государственное бюджетное учреждение здравоохранения РБ Янаульская ЦРБ и ее 50 подразделений по 28 специальностям, поликлиника на 875 посещений в смену.
Районная газета издаётся на трёх языках. С 1993 года вещает МАУ «Янаульское телевидение и радио РБ».